# Lockdown (Gianni Celeste)
Lockdown è un album del cantante siciliano Gianni Celeste, cantato in lingua napoletana, pubblicato nel 2021 dalla Play Record.

## Tracce
1. Portami dove vuoi
2. Balla con me
3. Parlame 'e te
4. Me fatte 'nnammurà
5. Però me faje murì
6. Nun aspettamme dimane
7. Addò aspetta st'ammore
8. 'A fine 'e chist'ammore
9. Duje core amanti
10. E te penso
11. Me pienze ancora
12. Tu e lei